# Wojciech Orliński
Wojciech Orliński (født 24. januar 1969 i Warszawa) er en polsk journalist, blogger, og skribent.